# Casa Long-Waterman
La Casa Long-Waterman  es una casa histórica ubicada en San Diego, California. La Casa Long-Waterman se encuentra inscrita  en el Registro Nacional de Lugares Históricos desde el 14 de junio de 1976. Benson, D. B. fue el arquitecto quién diseñó la Casa Long-Waterman.

## Ubicación
La Casa Long-Waterman se encuentra dentro del condado de San Diego en las coordenadas 32°43′49″N 117°09′48″O / 32.730278, -117.163333.